# Naillat
Naillat település Franciaországban, Creuse megyében. Lakosainak száma 667 fő (2022. január 1.). Naillat Bussière-Dunoise, Colondannes, Dun-le-Palestel, Fleurat, Noth, Saint-Léger-Bridereix, Saint-Priest-la-Plaine és Saint-Sulpice-le-Dunois községekkel határos.

## Népesség
A település népességének változása:
| Lakosok száma | 1084 | 809  | 721  | 653  | 680  | 668  | 639  | 630  | 628  | 667  |
|               | 1968 | 1982 | 1990 | 2006 | 2013 | 2015 | 2017 | 2019 | 2020 | 2022 |